# Kazimierz Piłsudski (rotmistrz)
Kazimierz Piłsudski herbu Piłsudski (ur. ok. 1750, zm. ok. 1820) – rotmistrz żmudzki, sędzia ziemski powiatu rosieńskiego w latach 1796–1806, następnie w latach 1807–1809 prezydent tegoż sądu, pradziad Marszałka Polski Józefa Piłsudskiego. Syn Kazimierza Ludwika Piłsudskiego i Rozalii z ks. Puzynów h. Oginiec. Dziedzic Puszuszwia i Żemiłowa. Żonaty z Anną z Billewiczów h. Mogiła, z którą miał trzech synów:
- Piotra Pawła (ur. 29 czerwca 1794, zm. 1851)
- Waleriana (ur. 1795)
- Jegora (Igora) (ur. 1799) - porucznik armii rosyjskiej.

Kazimierz zmarł między 1815 a 1820 rokiem.